# Арушські угоди
3°22′00″ пд. ш. 36°41′00″ сх. д. / 3.3667° пд. ш. 36.6833° сх. д.
Арушські угоди — набір із п'яти угод, підписаних 4 серпня 1993 року в місті Аруша (Танзанія) між Патріотичним фронтом Руанди (РПФ) та урядом Руанди. Угоди мали покласти край громадянській війні в Руанді; однак реалізація їх не вдалася, і незабаром після підписання договору відбувся геноцид тутсі.

## Історія
Починаючи з липня 1992 року, Сполучені Штати, Франція та Організація Африканської Єдності взяли на себе зобов'язання спрямувати РПФ та уряд Руанди на шлях дипломатичного вирішення конфлікту. Переговори тривали до червня 1993 року з останньою великою зустріччю між 19 і 25 липня в Руанді. Угоди, укладені під час цього процесу, торкалися багатьох тем, від концепції верховенства права до методів репатріації біженців і об'єднання двох армій на полі.
Угоди передбачали різке скорочення повноважень президента Руанди, посаду якого на той час обіймав Жувеналь Габ'ярімана. Більшість його повноважень було передано Перехідному розширеному уряду, до складу якого входили представники РПФ і п'яти правлячих партій. На думку багатьох спостерігачів, Габ'ярімана не намагався протидіяти цим заходам, оскільки не мав наміру фактично виконувати рішення, що прийняті на переговорах (у листопаді 1992 року в контексті публічної заяви він назвав угоди «папірцями»).
З 21 місця в новому уряді 5 було довірено партії національної більшості, Національному республіканському руху за демократію та розвиток (MRND); 5 до РПФ; чотири до головної опозиційної партії, Республіканський демократичний рух (MDR). MDR також отримав посаду прем'єр-міністра, надану Фаустіну Твагірамунгу.
Також угоди передбачали створення тимчасового парламенту, Перехідних національних зборів. Обидва ці органи мали приступити до виконання своїх обов'язків не пізніше ніж через 37 днів після підписання угод, а перехідний період тривав не більше 22 місяців, після чого мали відбутися вільні вибори.
Угоди також передбачали формування об'єднаної армії, що складалася з 60 % колишніх урядових сил і 40 % колишніх сил РПФ.
Протокол був підписаний 3 жовтня 1993 року президентом Габ'яріманом та лідером РПФ Алексісом Каньяренгве.
Відразу після підписання ситуація в Руанді пережила новий, несподіваний момент кризи, кульмінацією якого стало вбивство Габ'ярімани, до якого також був причетний президент Бурунді Сіпрієн Нтар'яміра. Смерть Габ'ярімани поклала початок геноциду в Руанді, під час якого загинули понад 800 000 тутсі .

## Роль ООН
5 жовтня 1993 року Рада Безпеки Організації Об'єднаних Націй проголосувала за Резолюцію 872, яка стосувалася місії в Руанді під назвою UNAMIR з метою підтримки виконання Арушських угод. До Руанди було відправлено 2548 солдатів ООН, переважно з Бельгії (колонією якої раніше була Руанда). Місія UNAMIR була присутня в Руанді під час несподіваного вибуху насильства геноциду.

## Критика
Коли почався геноцид, багато джерел критикували угоди, стверджуючи, що ескалація насильства була неминучим наслідком відсутності балансу самих угод, що здавалося невигідним для центрального уряду та етнічної групи хуту. Подальша критика була спрямована на адресу Організації Об'єднаних Націй за її нездатність втрутитися під час геноциду; формальною причиною цього невтручання було те, що UNAMIR не мала мандату на військову дію в цьому сенсі.